# Guggilihorn
Guggilihorn är en bergstopp i Schweiz.   Den ligger i distriktet Brig och kantonen Valais, i den södra delen av landet, 100 km sydost om huvudstaden Bern. Toppen på Guggilihorn är 2 351 meter över havet, eller 104 meter över den omgivande terrängen. Bredden vid basen är 1,1 km.
Terrängen runt Guggilihorn är mycket bergig. Närmaste större samhälle är Brig, 18,7 km norr om Guggilihorn. 
I omgivningarna runt Guggilihorn växer i huvudsak blandskog. Runt Guggilihorn är det mycket glesbefolkat, med 3 invånare per kvadratkilometer.